# Eucalyptus cladocalyx
Eucalyptus cladocalyx är en myrtenväxtart som beskrevs av Ferdinand von Mueller. Eucalyptus cladocalyx ingår i släktet Eucalyptus och familjen myrtenväxter. Inga underarter finns listade i Catalogue of Life.

## Bildgalleri

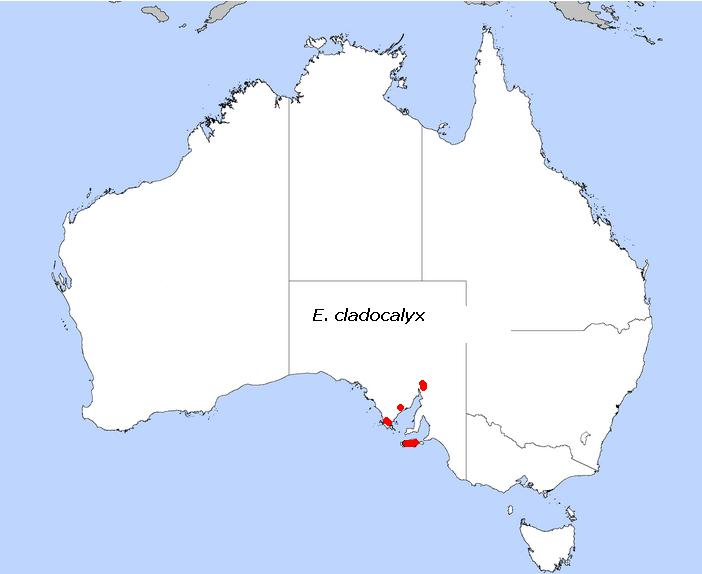
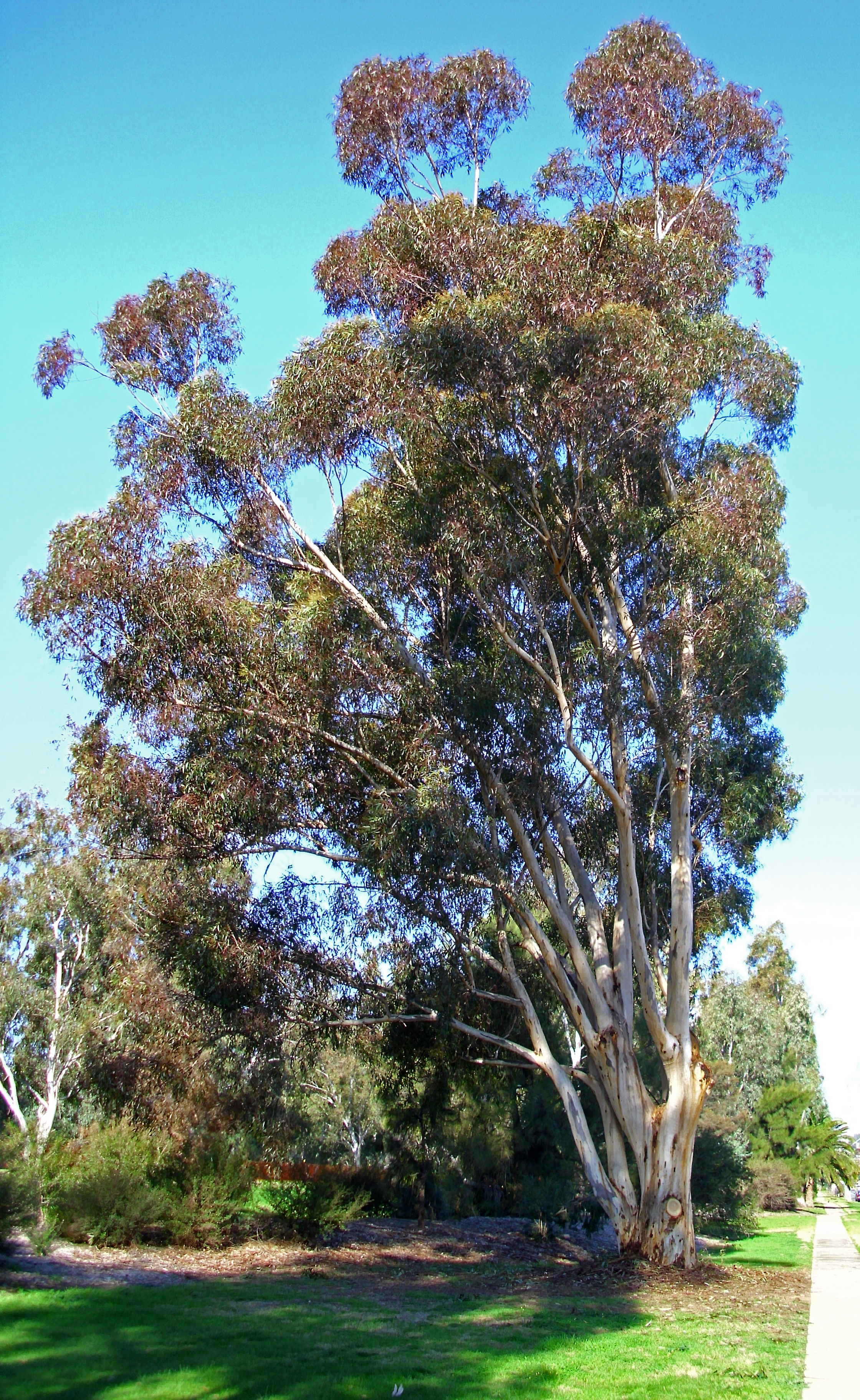
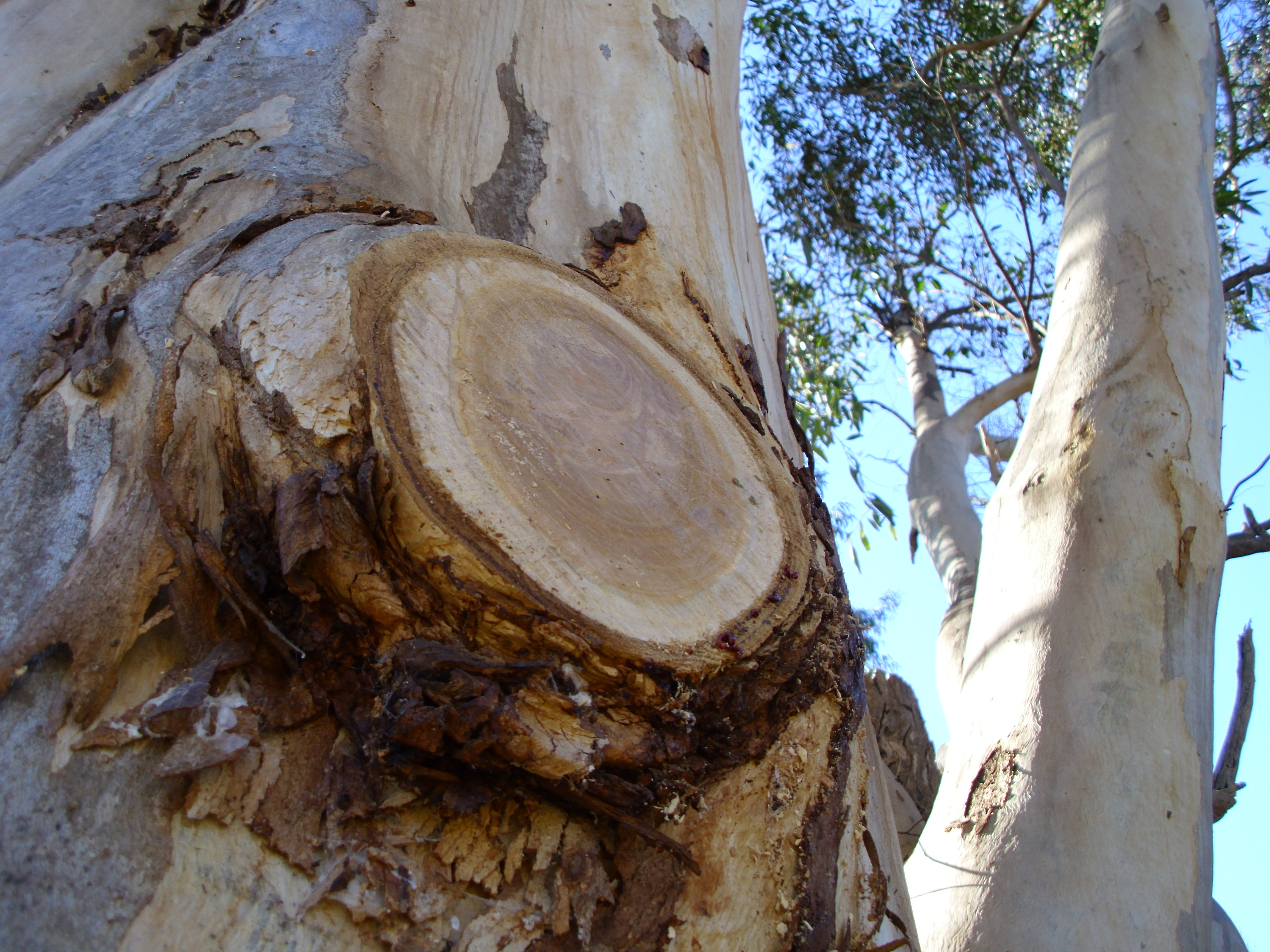
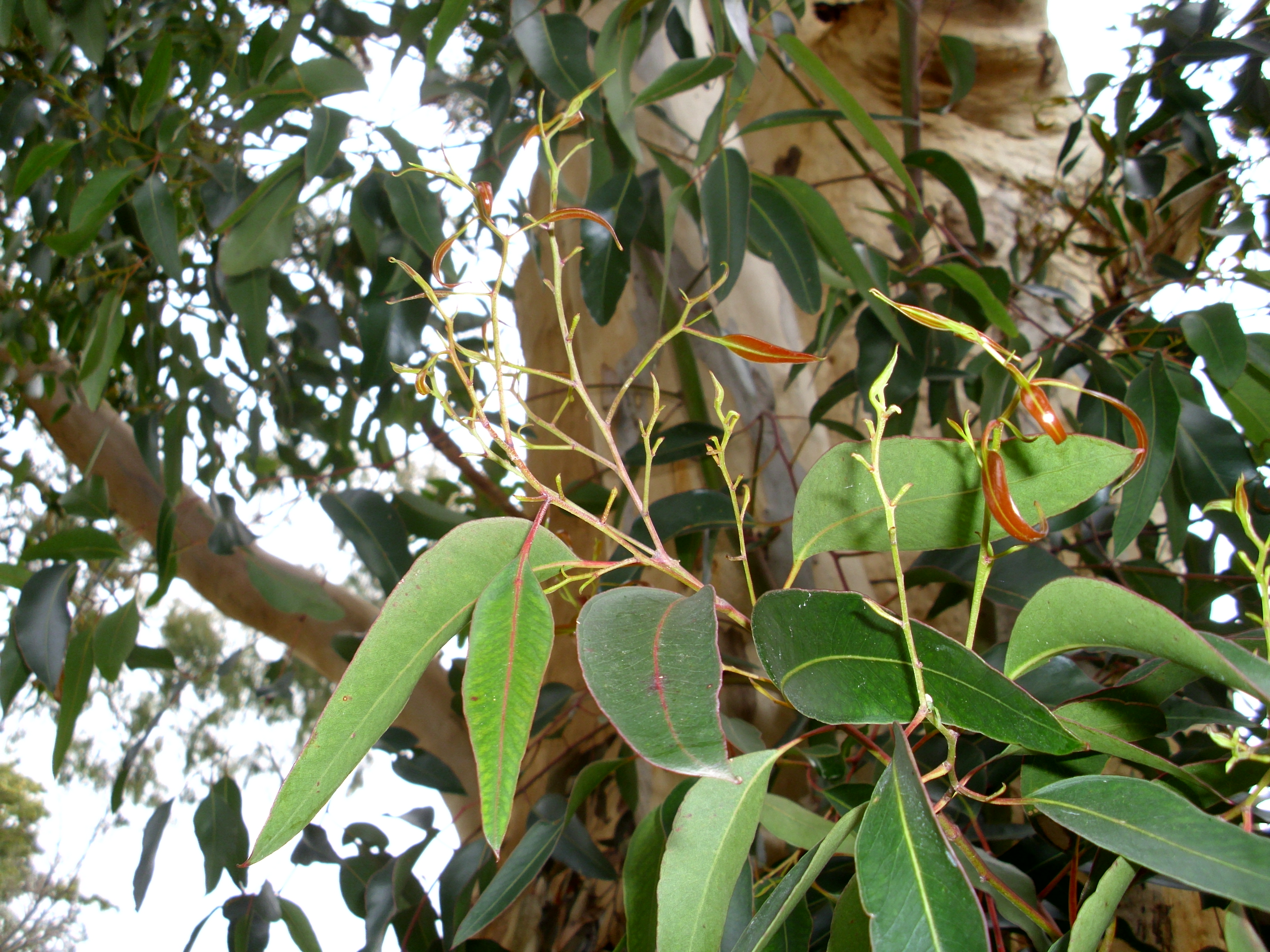
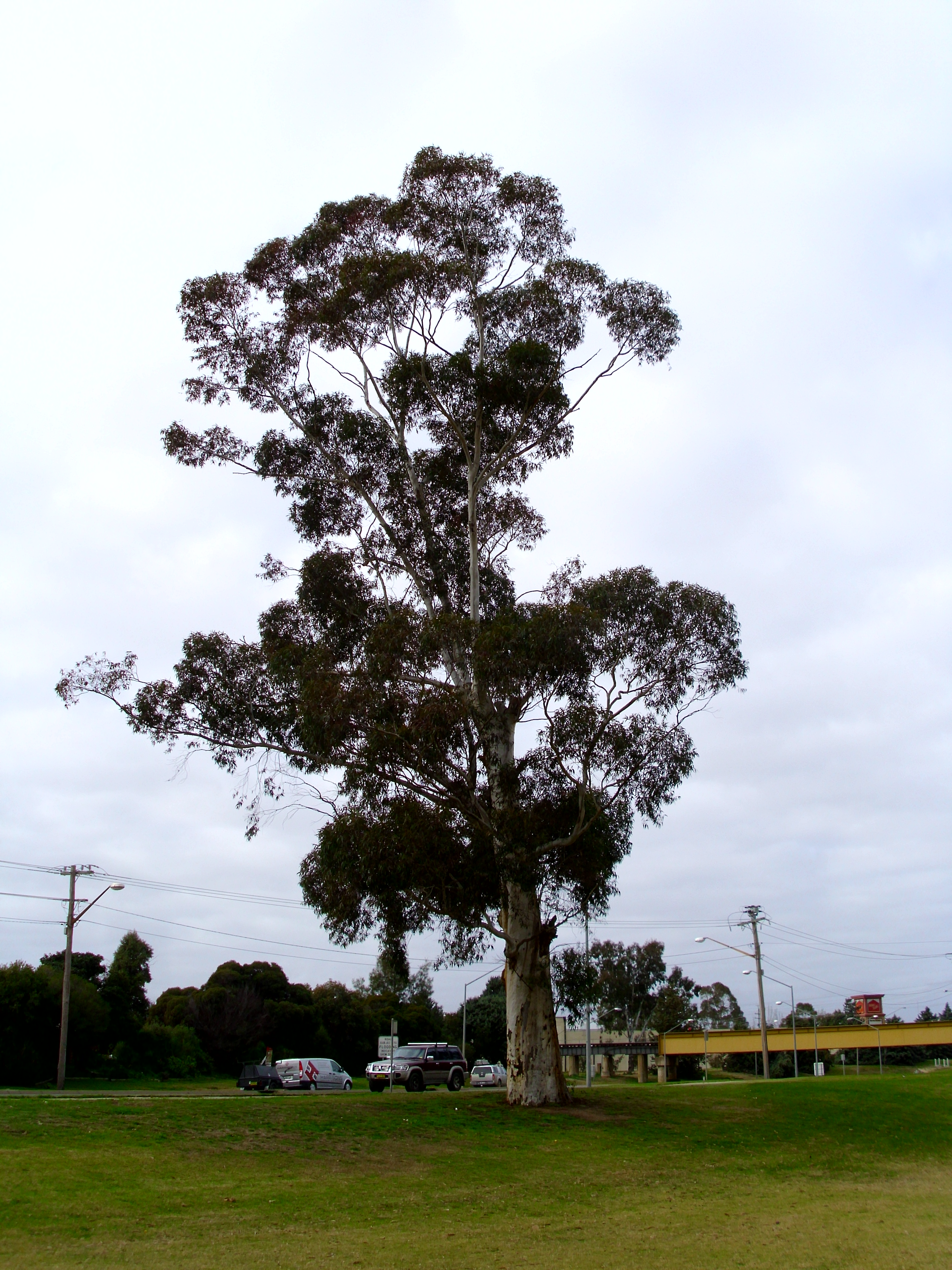
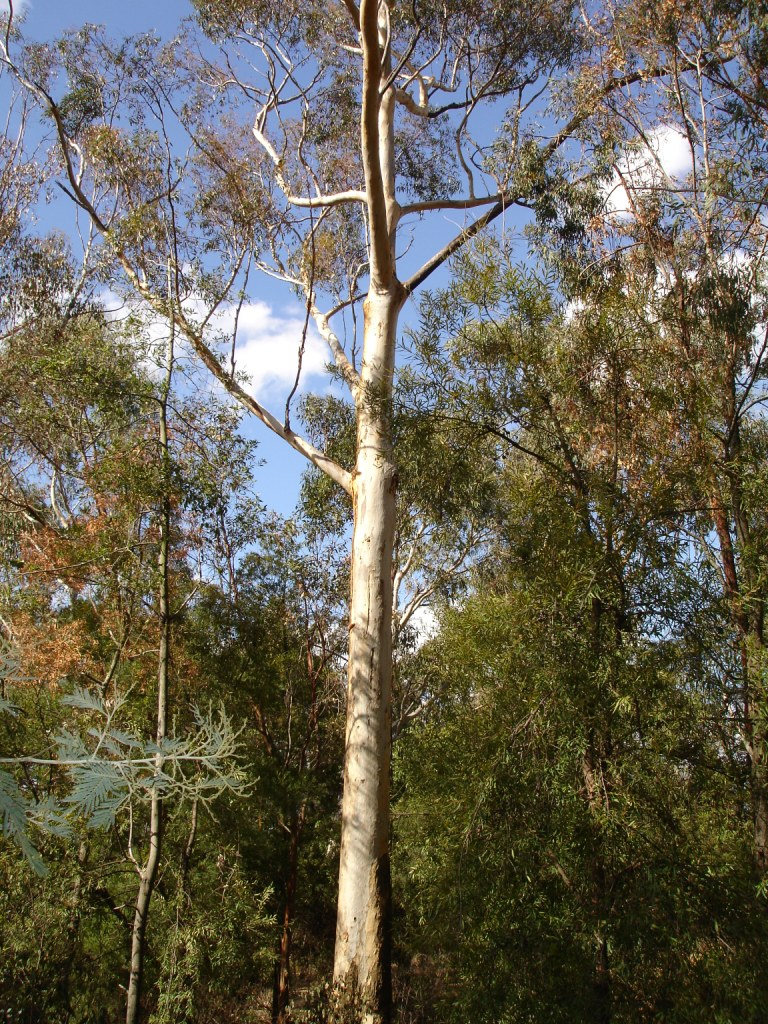